# David Veilbrief
David Veilbrief (Leiden, 1860 - Amsterdam, september 1930) was een Nederlands architect die voornamelijk werkzaam was in en rond de stad Leiden.

## Leven en werk
David Veilbrief werd geboren als zoon van Laurens Veilbrief, sajetfabrikant aan de Oranjegracht te Leiden, en Johanna Jacoba Blansjaar. David Veilbrief was een neef van de eveneens Leidse architect Carel Blansjaar. Op 4 juli 1888 trouwde Veilbrief in Rhenen met Jacoba Antoinette Recter (Rhenen, 20-12-1859 - Leiden, 04-09-1908). Zijn jongere broer Carel trouwde een jaar later ook in Rhenen met een jongere zus van Jacoba. David en Jacoba kregen een dochter, Coba (Leiden, 13 april 1889 - onbekend) en een zoon, Hendrik Pieter (Leiden, 16-01-1892 - Voorburg 06-06-1962). Na het overlijden van zijn eerste vrouw hertrouwt Veilbrief op 3 mei 1911 met Elisabeth Geertruida Numan en verhuist hij naar Amsterdam. Erg lang houdt dit huwelijk geen stand. In 1916 vraagt Veilbrief de echtscheiding aan van zijn vrouw "wier huidige verblijfplaats in het Koninkrijk onbekend is." In hetzelfde jaar hertrouwt hij voor de tweede keer, nu met Elisabeth Vinkestein.
Veilbrief vestigde zich al in 1886 aan de Nieuwe Rijn 105 te Leiden en adverteerde dat hij zich [i]"belast (...) met het maken van bouwplannen, bestekken, begrootingen en taxatiën".[/i] Na enkele jaren kon hij zich in zijn advertentie beperken tot de tekst "D. Veilbrief, architect". In 1894 verhuisde hij naar de Herengracht 23 te Leiden.
Hij bouwde een praktijk op van nieuwbouw en verbouwing van winkelpanden, cafés en fabriekjes. Ook ontwierp hij woningen. Veilbrief was een actief lid van de in 1868 door Jan Willem Schaap opgerichte Leidse afdeling van de Maatschappij tot Bevordering der Bouwkunst. In 1896 werd Veilbrief ook benoemd tot gemeente-opzichter van Sassenheim. Enkele jaren later ontwierp hij hier het nieuwe postkantoor. Of Veilbrief na zijn verhuizing naar Amsterdam nog lang actief blijft als architect is onbekend. In 1916 is hij in ieder geval niet meer als architect werkzaam, want op de huwelijksakte met Elisabeth Vinkestein staat als beroep "schrijver bij de gemeente gasfabrieken" genoteerd.

## Ontwerpen
| Naam | Bouwjaar  | Adres                                    | Plaats        | Bijzonderheden                                      | Afbeelding |
| --- | --------- | ---------------------------------------- | ------------- | --------------------------------------------------- | ---------- |
| Stoom-, Boek-, en Steendrukkerij Eduard IJdo                                                                        | 1889      | Hooglandse Kerkgracht 4                  | Leiden        | Informatie over rijksmonumentnummer 515044          |            |
| Winkelhuis | 1889      | Hogewoerd 11                             | Leiden        |                                                     |            |
| Verbouw winkel en nieuwbouw achterliggende broodfabriek voor de "Brood-, beschuit en kleingoedfabriek “het Anker”"  | 1890      | Haarlemmerstraat 214, Van der Werfstraat | Leiden        |                                                     |            |
| Caramelfabriek met stoomschoorsteen                                                                                 | 1891/1892 | Oude Vest 23                             | Leiden        | Afgebroken                                          |            |
| Woonhuis | 1891/1892 | Pieterskerkhof 2                         | Leiden        |                                                     |            |
| Café De Gouden Kroon                                                                                                | 1892/1893 | Paardensteeg 11                          | Leiden        | Afgebroken                                          |            |
| Werkplaats met bovenwoning                                                                                          | 1894      | Kloksteeg 11                             | Leiden        |                                                     |            |
| Woonhuis | 1894      | Hogewoerd 77                             | Leiden        | Gemeentelijk monument                               |            |
| Winkelhuis met bovenwoning                                                                                          | 1895      | Lange Mare 84, hoek Clarensteeg          | Leiden        | Gemeentelijk monument                               |            |
| Winkelhuis met woning, spekslagerij enz.                                                                            | 1898      | Westeinde 193a                           | 's-Gravenhage |                                                     |            |
| Tien arbeiderswoningen plus een bovenwoning met toegangspoort                                                       | 1898      | Uiterstegracht                           | Leiden        |                                                     |            |
| Herenhuis | 1899      | Hooigracht 11                            | Leiden        |                                                     |            |
| Tien villa's | 1900      | Molenstraat                              | Leiden        |                                                     |            |
| Winkelhuis met woning                                                                                               | 1900      | Jan Vossensteeg 52, Van der Werfstraat   | Leiden        | Gemeentelijk monument                               |            |
| Broodfabriek "De Voorzorg" annex winkelhuis en twee bovenwoningen                                                   | 1900/1901 | Hogewoerd 64                             | Leiden        | Gemeentelijk monument                               |            |
| Verbouwing en winkelpui                                                                                             | 1901      | Breestraat 77                            | Leiden        | Gemeentelijk monument, winkelpui niet meer aanwezig |            |
| Winkelhuis | 1902      | Botermarkt 21                            | Leiden        | Verbonden met Rijksmonument Breestraat 146          |            |
| Postkantoor en directeurswoning                                                                                     | 1902      | Hoofdstraat 197                          | Sassenheim    | Gemeentelijk monument                               |            |
| Winkelhuis | 1903      | Nieuwe Rijn 50                           | Leiden        | Gemeentelijk monument                               |            |
| Winkelpui | 1906      | Botermarkt 12                            | Leiden        | Winkelpui niet meer aanwezig                        |            |
| 34 woningen |           | Lage Rijndijk                            | Leiderdorp    |                                                     |            |
| Koe- en paardenstal                                                                                                 |           | Moriaansteeg 16                          | Leiden        |                                                     |            |
| Veerhuisje tevens kantoor Gebroeders Verkoren (ondernemers van de pakschuitendienst tussen Leiden en Den Haag v.v.) |           | Aalmarkt t/o de Gemeenteschool           | Leiden        |                                                     |            |
| Wijkgebouw Ned. protestantenbond "Geloof, Hoop en Liefde"                                                           |           | Oranjegracht 70                          | Leiden        |                                                     |            |